# 盧光義
盧光義（1928年12月1日—2010年12月7日），籍贯湖南益阳，中華民國陸軍退役中將，第十四任陸軍軍官學校校长，為該校第22期毕业，黃幸強是其同學。曾任陸軍砲兵訓練指揮部砲兵學校副校長、第八軍團（今陸軍第八軍團指揮部）司令、國防部情報局（今國防部軍事情報局）局長暨國防部聯合作戰訓練部（今國防部參謀本部訓練參謀次長室）前副主任等職務，陸軍中將，官科砲兵，2011年（民國100年）1月獲頒總統褒揚令，曾獲頒雲麾、忠勤等近三十座勳獎章。